# Fiorenza Sanudo
Fiorenza Sanudo, född okänt år, död 1371, var regerande hertiginna i den grekiska korsfararstaten hertigdömet Arkipelagen (också kallad hertigdömet Naxos) från 1362 till 1371. 